# Santa Cruz da Vitória
Santa Cruz da Vitória es un municipio brasileño del estado de Bahía. Su población estimada en 2010 era de 6.673 habitantes.